# Shiny Beast (Bat Chain Puller)
Shiny Beast (Bat Chain Puller) je desáté studiové album amerického hudebníka Captaina Beefhearta, vydané v roce 1978. Album vyšlo jako náhrada za album Bat Chain Puller, které ze soudního důvodu nevyšlo. Původní verze alba Bat Chain Puller vyšla až v únoru 2012, necelé dva roky po Beefhearově smrti.

## Seznam skladeb
Všechny skladby napsal Don Van Vliet.

### Strana1
1. „The Floppy Boot Stomp“ – 3:51
2. „Tropical Hot Dog Night“ – 4:48
3. „Ice Rose“ – 3:37
4. „Harry Irene“ – 3:42
5. „You Know You’re a Man“ – 3:14
6. „Bat Chain Puller“ – 5:27

### Strana 2
1. „When I See Mommy I Feel Like a Mummy“ – 5:03
2. „Owed t’Alex“ – 4:06
3. „Candle Mambo“ – 3:24
4. „Love Lies“ – 5:03
5. „Suction Prints“ – 4:25
6. „Apes-Ma“ – 0:40

## Sestava
- Don Van Vliet (Captain Beefheart) – zpěv, harmonika, sopránsaxofon
- Jeff Moris Tepper – slide kytara, kytara
- Bruce Lambourne Fowler – pozoun, baskytara
- Eric Drew Feldman – syntezátor, piáno, baskytara
- Richard Redus – slide kytara, kytara, akordeon, bezprašcová baskytara
- Robert Arthur Williams – bicí, perkuse
- Art Tripp III – marimba, perkuse